# Literatura de Portugal
Se denomina literatura portuguesa o literatura de Portugal a la literatura escrita en idioma portugués por escritores portugueses. Queda excluida de ella, por lo tanto, la literatura brasileña, así como las literaturas de otros países lusoparlantes, y también las obras escritas en Portugal en lenguas distintas del portugués, como el latín o el español.
Los inicios de la literatura portuguesa se sitúan en la poesía galaica medieval, desarrollada en Galicia y el norte de Portugal. Su Edad de Oro se sitúa en el Renacimiento, en que aparecen figuras como Bernardim Ribeiro, Gil Vicente, Sá de Miranda y sobre todo el gran poeta épico Luís de Camões, autor de Os Lusíadas. El siglo XVII estuvo marcado por la introducción del barroco en Portugal, y es generalmente considerado como un siglo de decadencia; de ahí que la literatura portuguesa del siglo XVIII estuviera marcada por los intentos de recuperar el nivel de la edad dorada, a través de la acción de Academias y Arcadias literarias. El principal introductor del romanticismo fue el poeta Almeida Garrett, seguido por Alejandro Herculano, antes de que las letras portuguesas tendieran al ultra-romanticismo; en el campo de la novela, la segunda mitad del siglo XIX vio el desarrollo del movimiento realista y naturalista, cuyo máximo representante fue Eça de Queirós. Las tendencias literarias del siglo XX están representadas, principalmente, por Fernando Pessoa, considerado como el gran poeta nacional junto con Camões, y ya en sus últimos años por el desarrollo de la prosa de ficción gracias a autores como António Lobo Antunes o el Premio Nobel de Literatura José Saramago.

## Edad Media

### Orígenes de la literatura portuguesa

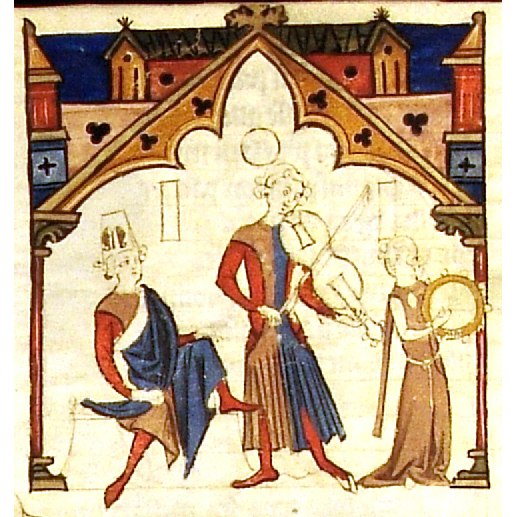
Miniatura del Cancionero de Ajuda, que representa a unos músicos.

La literatura portuguesa nace en el momento en que surge el idioma portugués, o mejor dicho quizás, galaicoportugués. Aunque es posible que existieran formas poéticas anteriores, los primeros documentos literarios conservados pertenecen precisamente a la lírica galaicoportuguesa, desarrollada entre los siglos XII y XIV con una importante influencia de la poesía trovadoresca provenzal; esta lírica estaba formada por canciones o cantigas breves, se desarrolló primero en las cortes de Galicia y el norte de Portugal, y más tarde se trasladó a la corte de Alfonso X el Sabio, rey de Castilla y de León, donde las cantigas siguieron escribiéndose en gallego. Otros poetas desarrollaron su arte en la corte del rey Alfonso III de Portugal, y más tarde en la de Dionisio I, ambos monarcas protectores e impulsores de la cultura. El corpus total de la lírica galaica, excluyendo las Cantigas de Santa María, consta de unos 1685 textos, recogidos en cancioneros como el Cancionero de Ajuda, el Cancionero de la Biblioteca Vaticana o el Cancionero Colocci-Brancuti, además de en los pergaminos Vindel y Sharrer. 
La prosa gallega tuvo un desarrollo más tardío que la poesía, y no apareció hasta el siglo XIII, en que adoptó la forma de breves crónicas, hagiografías y tratados de genealogía denominados Livros de Linhagens. No se ha conservado ningún cantar de gesta portugués, pero sí, en cambio, libros de caballerías, como la Demanda do Santo Graal. En esta época se escribió además, posiblemente, la primera versión, hoy perdida, del Amadís de Gaula, cuyos tres primeros libros fueron escritos según algunas fuentes por un tal João Lobeira, trovador de finales del siglo XIII. Estas narraciones caballerescas, aunque despreciadas por los hombres cultos de finales de la Edad Media y del Renacimiento, gozaron del favor popular, dando lugar a las interminables sagas de los "Amadíses" y los "Palmerines", tanto en Portugal como en España.

### El siglo XV
A finales del siglo XIV, con la crisis de 1383-1385, se inicia una nueva etapa en la literatura portuguesa. En esta época, los reyes seguían muy involucrados con la creación poética: el rey Juan I de Portugal escribió un Libro de la caza, y sus hijos Eduardo y Pedro compusieron tratados morales. También en esta época, un escriba anónimo contó la historia heroica de Nuno Álvares Pereira en la Chronica do Condestavel. La tradición cronística portuguesa comenzó con Fernão Lopes, quien compiló las crónicas de los reinados de Pedro I, Fernando I y Juan I, combinando la pasión por la exactitud con una especial destreza para la descripción y el retrato. Gomes Eanes de Zurara, quien le sucedió en el puesto como cronista oficial, y escribió la Crónica de Guinea y de las guerras africanas, es igualmente un historiador bastante fiable, cuyo estilo, sin embargo, está afectado por la pedantería y la tendencia moralizante. Su sucesor, Rui de Pina, evita estos defectos y ofrece un relato si no artístico, sí al menos útil, de los reinados de Eduardo I, Alfonso V y Juan II. Su historia del reinado de este último monarca fue además reutilizada pr el poeta Garcia de Resende, quien la adornó con anécdotas vividas por él en primera persona, y la publicó bajo su nombre.
En el campo de la poesía, esta época está marcada por la influencia de la poesía renacentista italiana, en especial de Petrarca, que se introdujo en la literatura portuguesa a través de la española. Esto llevó a que muchos autores, como el Pedro de Portugal, amigo de Íñigo López de Mendoza, escribieran en español. Evidencias de la influencia de la literatura italiana sobre la portuguesa en esta época son el gusto por la alegoría o por las referencias a la Antigüedad clásica. En esta época se coleccionaron cancioneros como el Cancioneiro Geral, que contiene la labor de unos 300 poetas de tiempos de Alfonso V y Juan II, fue compilado por Resende e inspirado por Juan de Mena, Jorge Manrique y otros poetas españoles. La mayoría de estas composiciones eran poesías artificiosas y conceptistas de temática amorosa o satírica. Entre los escasos poetas que demostraron un especial talento y verdadero sentimiento poético se encuentran el propio Resende, autor de unos versos a la muerte de Inés de Castro; Diogo Brandão, autor de un Fingimento de Amores, o el propio Condestable don Pedro. Sin embargo, entre estos cancioneros aparecen también tres nombres que estaban destinados a cambiar el curso de la literatura portuguesa: Bernardim Ribeiro, Gil Vicente y Sá de Miranda.

## Renacimiento

### Lírica y épica

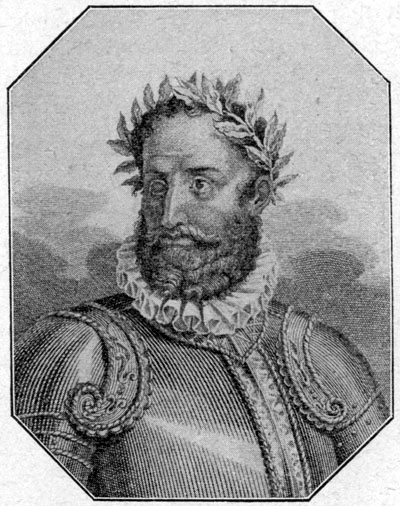
Luis de Camões.

El siglo XVI se abre para la literatura portuguesa con la introducción de nuevos géneros, provenientes en general del extranjero, sobre todo de Italia. Entre ellos se encuentra la poesía pastoril, introducida en Portugal por Bernardim Ribeiro, quien además de en modelos extranjeros se basó también en las serranilhas tradicionales; a este género pertenecen también las églogas de Christovão Falcão. Estas composiciones, al igual que las Cartas de Sá de Miranda, estaban además compuestas en versos de arte mayor, desplazando así a la llamada medida velha (denominada también como "metro nacional" para distinguirlo del endecasílabo italianizante), la cual siguió siendo usada sin embargo, por ejemplo, por Camoens en sus "obras menores", por António Gonçalves de Bandarra en sus profecías o por Gil Vicente. 
En el campo de la lírica, además del ya citado Sá de Miranda, que introdujo las formas italianas en la literatura portuguesa, cabe citar a António Ferreira, Diogo Bernardes y Pedro de Andrade Caminha, todos ellos seguidores de la escuela italianizante, aunque en sus obras puede apreciarse cierta artificiosidad en el seguimiento de sus modelos, algo menor en las obras de Fray Agostinho da Cruz. 
La épica se desarrolló sobre todo gracias a la fundamental figura de Luís de Camões, quien fue capaz de fundir los elementos clásicos y los nacionales para crear una nueva poesía, y sobre todo una verdadera épica culta nacional (en especial en su obra Os Lusíadas. Sus seguidores, entre los que se encuentran Jerónimo Corte-Real, Luís Pereira Brandão, Francisco de Andrade, Francisco Rodrigues Lobo, Gabriel Pereira de Castro, Francisco Sá de Menezes o Brás García de Mascarenhas, nunca alcanzaron su nivel, y sus obras prácticamente pueden calificarse como crónicas en verso.

### Teatro
Gil Vicente es además considerado como el "padre del drama portugués", gracias a sus cuarenta y un piezas (catorce en portugués, once en español y las demás bilingües) entre las que hay autos sacramentales, obras devocionales, tragicomedias y farsas. Su carrera se inició en 1502 con una serie de obras religiosas, entre las que destacan el Auto da Alma y la trilogía de las Barcas; más tarde se introdujo en el género satírico, y finalmente desarrolló la comedia pura, en obras como Ignez Pereira o Floresta de Enganos. Sus tramas eran sencillas; sus diálogos, inspirados y vivos; sus versos a menudo alcanzaban una gran belleza; los dramaturgos que le siguieron no fueron superiores a él talento, y cuando se vieron atacados por los críticos clasicistas por su incultura y su inmoralidad, se conformaron con entretener a las clases inferiores en ferias y festivales. Así, los autores cultos que intentaron seguir la estela de Gil Vicente, apenas lograron éxitos reseñables: Jorge Ferreira de Vasconcelos fue el autor de la primera obra dramática en prosa, Eufrosina, y Antonio Ferreira construyó, en su Ignez de Castro, una tragedia débil aunque con algunos ecos de Sófocles.

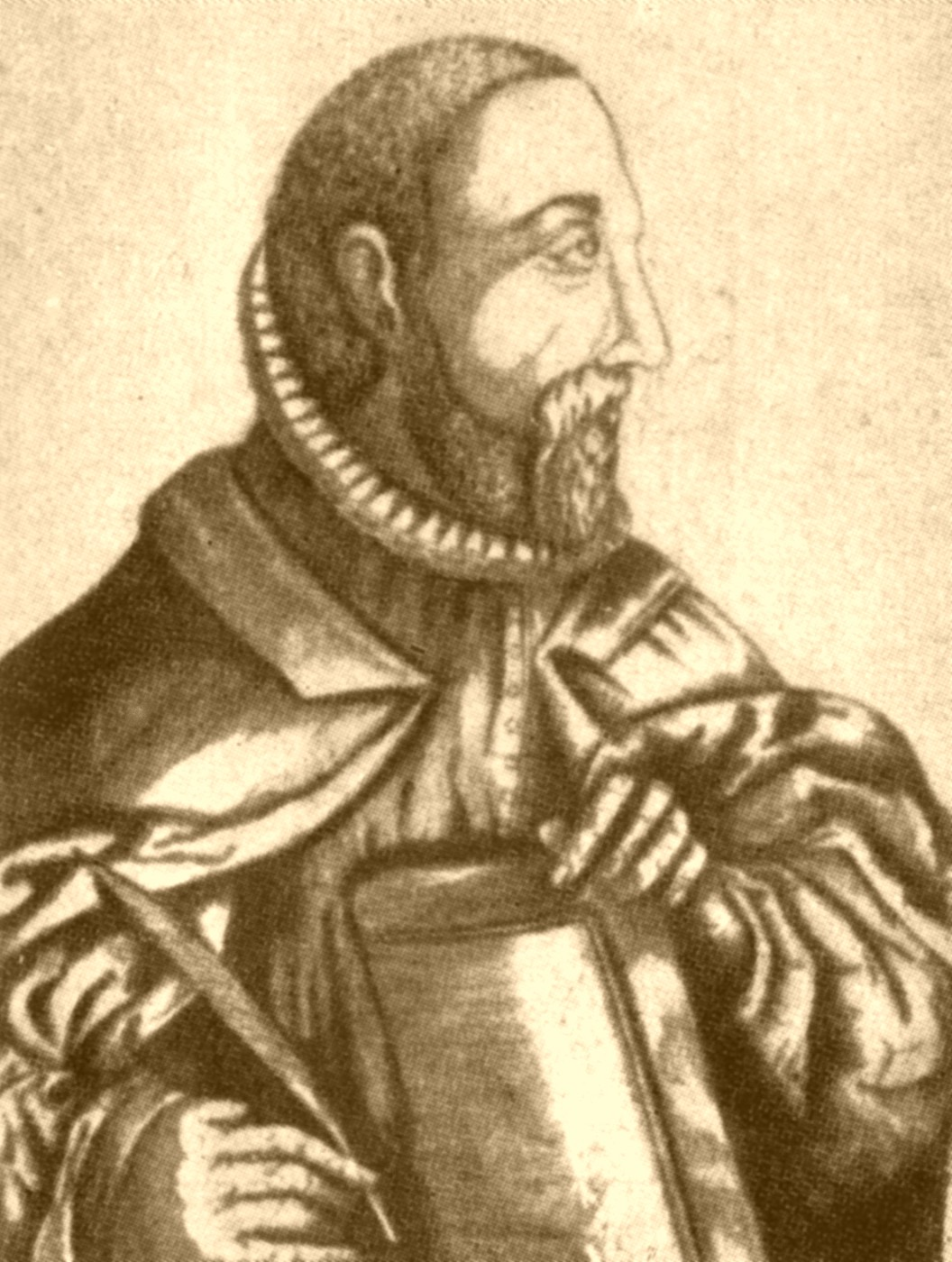
João de Barros.

### Prosa
La prosa, por su parte, siguió estando dedicada durante el siglo XVI fundamentalmente a la historia y a las crónicas de viajes. Las Décadas de João de Barros, continuadas por Diogo do Couto, describía con maestría las hazañas de los portugueses durante el descubrimiento y la conquista de Oriente; Damião de Góis, humanista y amigo de Erasmo, describió con una destacable independencia el reinado del rey Manuel I de Portugal. El Obispo Osorio trató el mismo tema en latín, pero sus interesantes Cartas presentan un tono más vulgar. Otros autores que trataron de los viajes a Oriente están Fernão Lopes de Castanheda, Antonio Galvão, Gaspar Correia, Brás de Albuquerque, Fray Gaspar da Cruz y Fray João dos Santos. Las crónicas reales quedaron en manos de Francisco de Andrade y Fray Bernardo da Cruz, y Miguel Leitão de Andrada compiló un interesante volumen titulado Miscellanea. La literatura de viajes de esta época es casi demasiado extensa como para ser resumida: los exploradores portugueses visitaron y describieron Siria, Persia, Abisinia o Brasil; valga como muestra de este tipo de obras la Peregrinación de Fernão Mendes Pinto, quien narró sus aventuras con un estilo vigoroso y colorista, mientras que la Historia Trágico-Marítima reúne breves historias anónimas sobre naufragios entre 1552 y 1604. Los diálogos de Samuel Usque, un judío de Lisboa, también merecen mencionarse. Los temas religiosos eran objeto generalmente de tratados en latín, pero entre los moralistas que emplearon la lengua vulgar están Fray Heitor Pinto, el Obispo Arráez, y Fray Tomé de Jesus, cuyos Trabalhos de Jesus fueron traducidos a varias lenguas.

## Barroco
En general, la literatura portuguesa del siglo XVII ha sido considerada inferior a la del siglo anterior, que por ello alcanza la calificación de Siglo de Oro. Esta inferioridad se ha atribuido al absolutismo de la monarquía, y a la influencia de la Inquisición, quien impuso la censura y el Index Librorum Prohibitorum. Sin embargo, puede apreciarse un declive general, tanto político como cultural, de la nación portuguesa en este siglo. El gongorismo y el marinismo se manifiestan en los poetas "seiscentistas", imponiendo el gusto por lo retórico y lo obscuro. La revolución que llevaría a la Independencia de Portugal en 1640 no logró sin embargo invertir la tendencia descendente, ni atenuar la influencia cultural de España, de manera que el español siguió siendo el idioma más empleado entre las clases dominantes y entre los autores que buscaban una audiencia más amplia, y los autores portugueses de siglos anteriores fueron olvidados como modelos. Esta influencia extranjera fue especialmente fuerte en el teatro: los dramaturgos portugueses escribieron en español, de manera que el portugués solo fue empleado en piezas religiosas de escaso valor o en comedias ingeniosas como las de Francisco Manuel de Melo, autor de un Auto do Fidalgo Aprendiz. En esta época surgieron diversas Academias de nombres exóticos que intentaban elevar el nivel general de las letras portuguesas, pero se perdieron en discusiones estériles y ayudaron al final al triunfo de la pedantería y el mal gusto.

### Poesía lírica
En el siglo XVII continuaron escribiéndose obras del género pastoril, como las de Francisco Rodrigues Lobo, melodiosas aunque artificiosas; D. Francisco Manuel de Melo, autor de sonetos morales, escribió también imitaciones de romances populares, aunque su mejor obra es el razonado aunque vehemente Memorial a Juan IV, así como los ingeniosos Apologos Dialogaes, y la filosofía doméstica de la Carta de Guia de Casados, en prosa. Otros poetas de este periodo son Sor Violante do Ceo y Fray Jeronymo Vahia, gongoristas; Fray Bernardo de Brito, autor de la Sylvia de Lizardo, y los escritores satíricos Thomas de Noronha y Antonio Serrão de Castro.

### Prosa

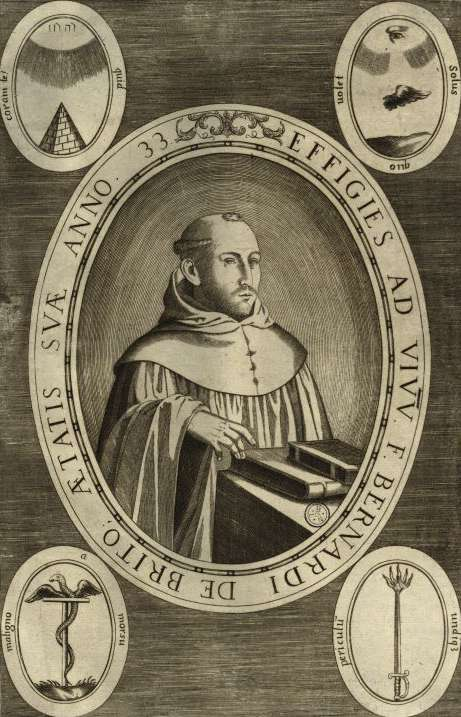
Bernardo de Brito.

El siglo XVII fue en general más productivo en el campo de la prosa que en el del verso: florecieron la historia, la biografía, la elocuencia religiosa y el género epistolar. Los principales historiadores de esta época fueron, muchas veces, frailes que trabajaban desde sus celdas y no, como en el siglo anterior, viajeros o conquistadores, testigos de los hechos narrados; esto hizo que en general fueran mejores estilistas que historiadores. Por ejemplo, de entre los cinco autores que contribuyeron a la extensa obra Monarchia Lusitana, solo Fray Antonio Brandão era consciente de la importancia de la evidencia documental. Fray Bernardo de Brito, por ejemplo, comienza la obra con la Creación, y la termina donde debería haberla empezado, confundiendo constantemente leyenda y verdad histórica; Fray Luís de Sousa, famoso estilista, trabajó con materiales anteriores para crear la famosa hagiografía Vida de D. Frei Bertholameu dos Martyres y sus Annaes d'el Rei D. João III. Manuel de Faria e Sousa, historiador y comentarista de la obra de Camoens, eligió el castellano como medio de expresión, al igual que Melo cuando se propuso relatar las Guerras Catalanas, mientras que Jacintho Freire de Andrade relató en un lenguaje grandilocuente la vida del virrey justiciero, João de Castro. João Franco Barreto, muestra interés por la historia, los clásicos (traduce a Homero, Horacio y Virgilio) y la lingüística.
La elocuencia religiosa alcanzó su máxima altura en este siglo, en el que la originalidad y el poder imaginativo de sus sermones hicieron que el portugués P. António Vieira fuera considerado en Roma como el "Príncipe de los Oradores Católicos": ciertamente, aunque sus obras muestran algunos defectos del mal gusto de la época, sin embargo es cierto que muestran grandeza de ideas y de expresión. Los discursos del horaciano Manuel Bernardes muestran también una especial calma y dulzura, y pueden ser considerados un modelo clásico de prosa portuguesa. La escritura epistolar está representada por su parte por autores como Francisco Manuel de Melo, Fray Antonio das Chagas y por las cinco cartas que componen las Cartas de Mariana Alcoforado.

## Neoclasicismo
La afectación marcó la literatura portuguesa de la primera mitad del siglo XVIII, en la que sin embargo comenzaron a apreciarse algunos cambios graduales que desembocarían en la gran reforma literaria conocida como Romanticismo. Distinguidos hombres que huyeron al extranjero para escapar del despotismo reinante contribuyeron al progreso intelectual de la nación durante los últimos años del siglo. Verney criticó por ejemplo los obsoletos métodos educativos y expuso la decadencia literaria y científica de la nación en el Verdadeiro Methodo de Estudar (1746), mientras que las diversas Academias y Arcadias trabajaron por lograr la pureza del estilo y la dicción, y tradujeron los mejores clásicos extranjeros.

### Las Academias
La Academia de la Historia, establecida por Juan V en 1720 a imitación de la francesa, publicó quince volúmenes de Memorias y fundó las bases del estudio crítico de los Anales portugueses; entre sus miembros estaban Caetano de Sousa, autor de una voluminosa Historia de la Casa Real, o el bibliógrafo Diogo Barbosa Machado. La Real Academia de las Ciencias, fundada en 1780, hizo algo similar con respecto a la crítica literaria, aunque esta labor fue llevada a cabo fundamentalmente por otras instituciones similares, las Arcadias.

### Poesía: las Arcadias
De entre las Arcadias, equivalente literario de las Academias, la más importante era la Arcadia Ulisiponense establecida en 1756 por el poeta António Diniz da Cruz e Silva, con la intención de "formar una escuela que sirva de buen ejemplo en elocuencia y poesía"-. Esta Academia incluía a algunos de los escritores más influyentes de su época: Pedro Antonio Joaquim Correa da Serra Garção compuso una Cantata de Dido, así como sonetos, odas y epístolas; los versos bucólicos de Domingos dos Reis Quita tenían la sencillez y la dulzura de los de Bernardin Ribeiro, mientras que el poema épico-satírico Hyssope, del propio Cruz e Silva, satiriza los celos eclesiásticos, los tipos sociales locales y la galomanía de la época con humor. Las disputas internas llevaron a la disolución de la Arcadia en 1774, pero ya para entonces había contribuido a elevar los estándares del buen gusto y a introducir nuevas formas poéticas en la literatura portuguesa. Desafortunadamente, algunos de sus componentes no solo imitaron a los clásicos grecolatinos y a los poetas renacentistas portugueses, sino que desarrollaron un estilo frío y cerebral, sin emoción ni colorido, con una expresión excesivamente académica. Muchos de los poetas de la Arcadia siguieron el ejemplo del Mecenas de la época, el conde de Ericeira, y se dedicaron a nacionalizar el seudo-clasicismo que habían aprendido en Francia. 

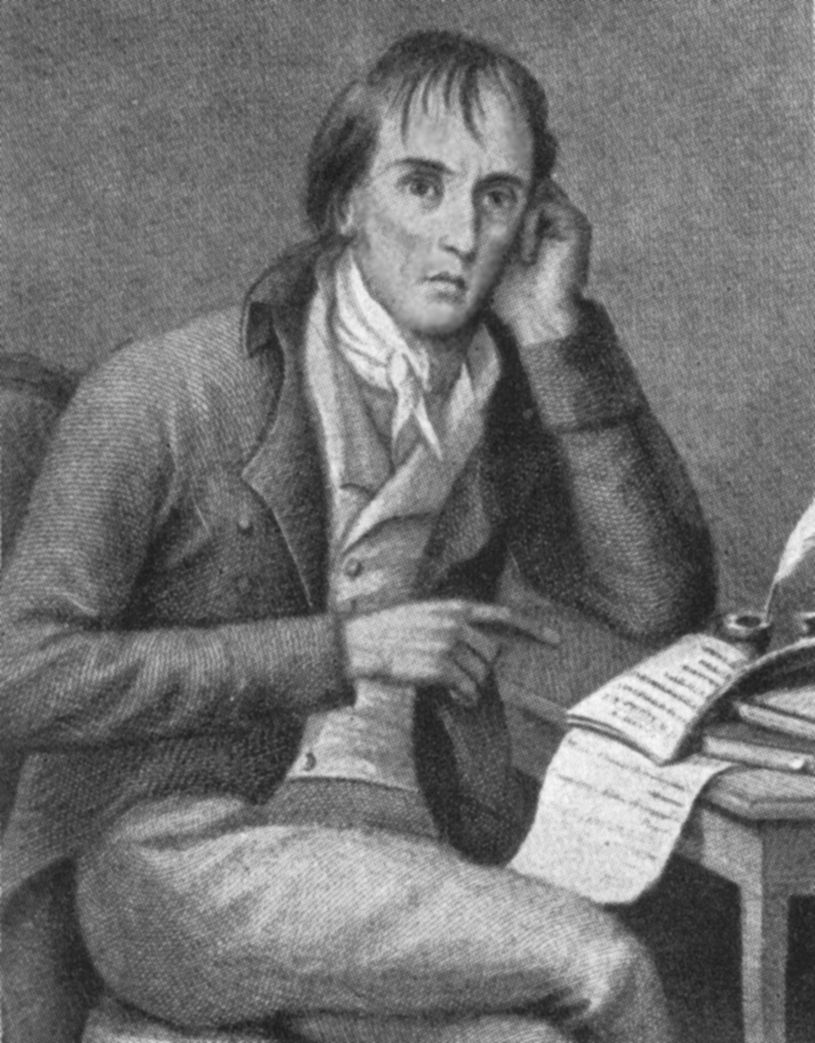
Manuel Maria Barbosa du Bocage.

En 1790 nació una Nueva Arcadia, a la que pertenecía Manuel María Barbosa du Bocage, que quizás hubiera llegado a ser un gran poeta en otras circunstancias. Su talento le llevó sin embargo a reaccionar contra la mediocridad general, y no logró elevarse a gran altura de manera sostenida, sus sonetos compiten con los de Camoens. También fue un maestro de la poesía breve e improvisada, que empleó con éxito en su Pena de Talião contra José Agostinho de Macedo. Éste sacerdote era un auténtico dictador literario, y en su obra Os Burros sobrepasó a todos los demás poetas en la agresividad de sus invectivas. Incluso llegó a intentar sustituir los Lusíadas de Camoens con una obra épica insulsa, Oriente. En el aspecto positivo, escribió notables obras didácticas y odas aceptables, y sus cartas y panfletos políticos muestran conocimientos y versatilidad. Con todo, su influencia en el ambiente literario de Portugal fue más negativo que positivo.
De los restantes miembros de las Arcadias, el único autor que merece mencionarse es Curvo Semedo; entre los "disidentes" -autores que se mantuvieron fuera de estas Arcadias-, hay tres que mostraron independencia creativa: José Anastacio da Cunha, Nicolau Tolentino de Almeida y Francisco Manoel de Nascimento, más conocido como Filinto Elysio. El primero compuso versos filosóficos y tiernos; el segundo dibujó las costumbres y manías de su época en quintillas llenas de ingenio y realismo, y el tercero vivió en el exilio en París manteniendo el culto por los poetas del siglo XVI, purificó la lengua de galicismos y la enriqueció con numerosas obras, originales y traducidas: aunque le faltaba imaginación, sus cuentos, o escenas de la vida portuguesa, presentan una interesante nota realista, y sus traducciones en verso libre de los Martyrs de Chateaubriand son muy destacables. Poco antes de su muerte se convirtió al Romanticismo, y contribuyó a preparar el camino de su éxito, en la persona de Almeida Garrett.

### Prosa
La prosa del siglo XVIII está fundamentalmente dedicada a temas científicos, aunque las cartas de Antonio da Costa, Antonio Ribeiro Sanches y Alexandre de Gusmão tienen un valor literario cierto, y las de Carvalheiro d'Oliveira, menos correctas desde el punto de vista del estilo, son también útiles como fuente de información.

### Teatro
Aunque la Corte regresó a Lisboa en 1640, mantuvo su gusto por las óperas italianas y las obras teatrales francesas, en lugar de las representaciones vernáculas. A comienzos del siglo XVIII surgieron numerosos autores que intentaron en vano fundar un teatro nacional. Sus obras pertenecen por lo común al género cómico. Por otra, las "Óperas Portuguesas" de Antonio José da Silva, producidas entre 1733 y 1741, tienen verdadera fuerza cómica y cierta originalidad y, como las de Nicolau Luiz, explotan con ingenio los vicios y debilidades de su época. El último autor, por otra parte, dividía su atención entre las comedias heroicas y las "comedias de capa y espada" que obtuvieron una larga popularidad. Al mismo tiempo, los autores de las Arcadias se propusieron elevar el estándar de la escena portuguesa, tomando su inspiración de los dramaturgos franceses contemporáneos, pero en general les faltaba talento, y lograron pocos avances reales. Garção escribió dos comedias brillantes; Domingos dos Reis Quita, varias tragedias, y Manuel de Figueredo recopiló obras en prosa y verso sobre temas nacionales, con las que llenó trece volúmenes, pero fue incapaz de crear personajes perdurables.

## Romanticismo y realismo

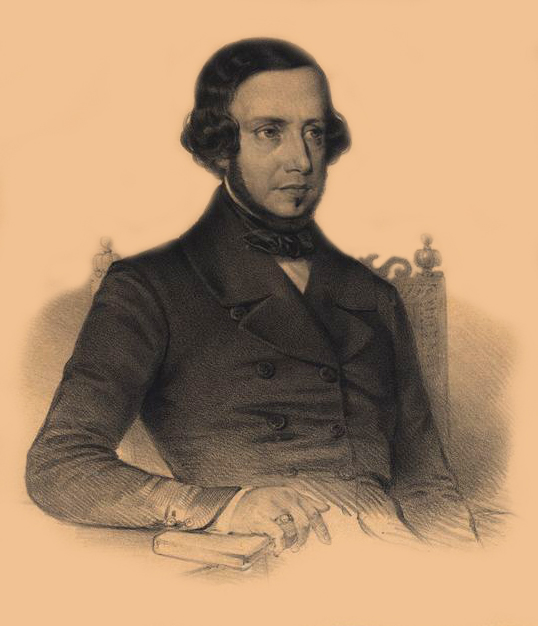
Almeida Garrett retratado por Pedro Augusto Guglielmi.

### Poesía
A comienzos del siglo XIX, la literatura portuguesa experimentó una revolución literaria iniciada por el poeta Almeida Garrett, quien había entrado en contacto con el Romanticismo inglés y francés durante su exilio, y que decidió basar sus obras en la tradición nacional portuguesa. En su poema narrativo Camões (1825), rompió con las reglas establecidas de composición; le siguieron Flores sem Fructo y la colección de poemas amorosos Folhas Cahidas ("Hojas caídas"), inspirada en su pasión por la vizcondesa Da Luz. Su elegante prosa está recogida en la obra misceláneaViagens na minha terra. 
Entre los primeros seguidores de Almeida Garret se encuentra Alejandro Herculano, cuya poesía está llena de motivos patrióticos y religiosos, y de reminiscencias de Lamennais. El movimiento se volvió ultrarromántico en manos de autores como Castilho, un maestro del verso escaso de ideas, o en los versos de João de Lemos o del melancólico Soares de Passos. Thomas Ribeiro, autor del poema patriótico D. Jayme, es sincero en sus contenidos, pero sigue los excesos de esta escuela en su gusto por la forma y la melodía.
En 1865, un grupo de jóvenes autores liderados por Antero de Quental, y por el futuro presidente Teófilo Braga, se rebelaron contra la dominación de las letras portuguesas ostentada por Castilho, e influidos por tendencias extranjeras, proclamó la alianza de filosofía y poesía. Una feroz guerra de panfletos contribuyó a la caída de Castilho, y la poesía ganó con ello en hondura y realismo, volviéndose también anticristiana y revolucionaria. Como poeta, Quental dejó unos sonetos elegantes pero pesimistas, inspirados en el neo-budismo y en las ideas agnósticas provenientes de Alemania, mientras que Brada, positivista, creó una épica de la humanidad, Visão dos Tempos. 
Guerra Junqueiro es recordado principalmente como el poeta irónico de Morte de D. João, pero en Patria también logró evocar a la Dinastía de Braganza en algunas escenas poderosas, y en Os Simples interpretó la naturaleza y la vida rural a la luz de su imaginación panteísta. António Gomes Leal, por su parte, es un poeta anticristiano con toques de Baudelaire, mientras que João de Deus, uno de los poetas más importantes de su generación, no pertenecía a ninguna escuela, y tomaba su inspiración de las mujeres y la religión; sus primeros poemas, reunidos en Campo de Flores, están marcado por una ternura y un misticismo sensual muy portugueses.
Otros poetas interesantes de esta época son el sonetista João Penha, el parnasiano Gonçalves Crespo o el simbolista Eugénio de Castro.

### Teatro
Tras producir algunas tragedias clásicas, la mejor de las cuales es Cato, Almeida Garrett se propuso reformar la escena portuguesa desde un punto de partida independiente, aunque tomó algunas de sus ideas de la escuela anglo-alemana. Con el objetivo de crear un teatro realmente nacional, eligió temas de la historia portuguesa y, comenzando por Un auto de Gil Vicente, creó una serie de obras en prosa que culminaron con Hermano Luiz de Sousa, una auténtica obra maestra. Sus imitadores, Mendes Leal y Pinheiro Chagas, cayeron en el ultra-romanticismo, pero Fernando Caldeira y Gervasio Lobato escribieron pequeñas comedias vivas e ingeniosas, y João da Camara obras de carácter regional que han alcanzado el éxito incluso fuera de Portugal. Más tardías son las obras de Lopes de Mendonca, Julio Dantas, Marcellino Mesquita o Eduardo Schwalbach, que continúan la nueva línea iniciada por Almeida Garrett.

### Novela

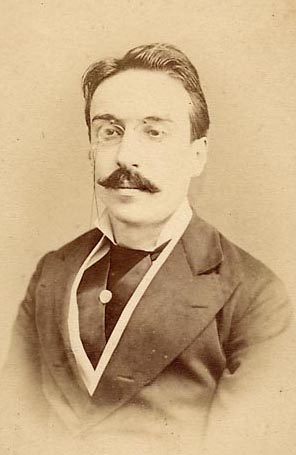
Eça de Queirós.

La novela decimonónica portuguesa se inició con obras históricas al estilo de Walter Scott, escritas por Alejandro Herculano, al que siguieron Rebello da Silva con A Mocidade de D. João V, Andrade Corvo, y otros. La novela de costumbres se debe en Portugal a Camilo Castelo Branco, un rico impresionista que describe la vida de la primera mitad del siglo en Amor de Perdição, Novellas do Minho y otros. Joaquim Guilherme Gomes Coelho (más conocido como Júlio Dinis), fue un escritor idealista, romántico y subjetivo, conocido sobre todo por su obra As Pupillas do Sr. Reitor, una novela que describe ambientes campesinos. Pero sin duda el mayor artista del realismo portugués es José Maria de Eça de Queiroz, al que puede considerarse fundador del naturalismo portugués, y autor de obras como Primo Basilio, Correspondencia de Fradique Mendes o A Cidade e as Serras. Sus personajes siempre son criaturas vivas, y muchos de sus pasajes descriptivos y satíricos se han convertido en clásicos. Entre los novelistas menores de esta época cabe señalar, por último, a Pinheiro Chagas, Arnaldo Gama Luiz de Magalhães, Teixeira de Queiroz y Malheiro Dias.

### Otros géneros en prosa
La historia se convirtió en una ciencia en manos de Herculano, cuya Historia de Portugal es tan valiosa por su contenido como por su estilo; la novela histórica dio testimonios importantes con las obras de António de Oliveira Marreca, Luís Augusto Rebelo da Silva, António Coelho Lousada, João de Andrade Corvo, Arnaldo Gama y António Augusto Teixeira de Vasconcelos. Un género muy específicamente portugués en el romanticismo fue la novela marítima, cultivada por Francisco María Bordalo y Celestino Soares entre otros. Joaquim Pedro de Oliveira Martins, por su parte, creó interesantes personajes y escenas en sus obras Os Filhos de D. João y Vida de Nun' Alvares. As Farpas, de Ramalho Ortigão, se distingue por su sentido del humor, al igual que las obras de Fialho d'Almeida y Julio Cesar Machado. La crítica literaria, por otro lado, está representada sobre todo por Luciano Cordeiro y Moniz Barreto. La revista Panorama, dirigida por Herculano, ostentaba una importante influencia sobre las letras portuguesas en esta época, influencia que fue desapareciendo con el paso de los años.

## SiglosXXyXXI

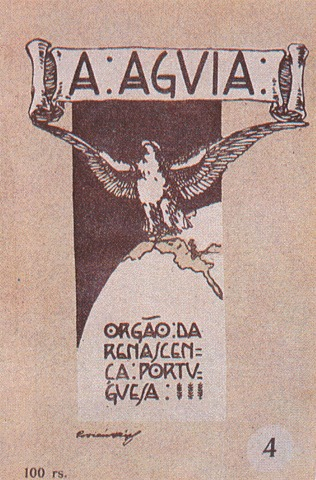
Portada del n.º 4 (1912) de A Águia, órgano de expresión de la Renascença Portuguesa

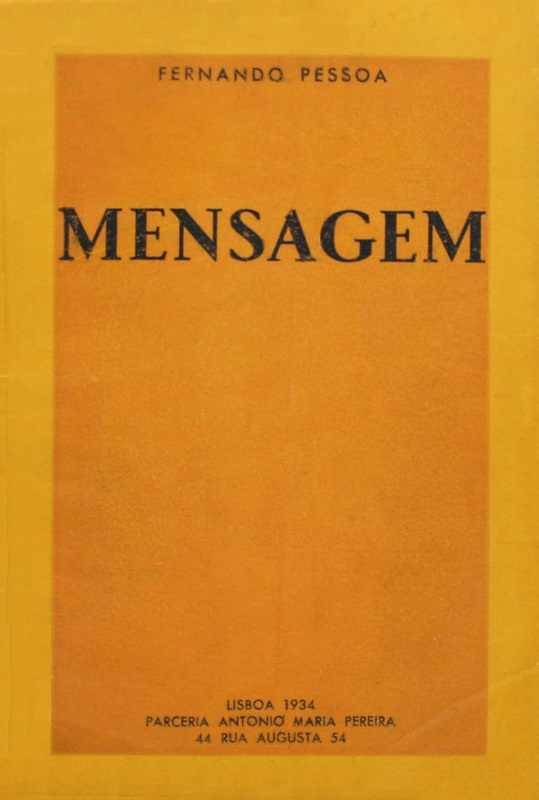
Mensagem, de Fernando Pessoa, primera edición, 1934.

A principios del siglo XX surgió el grupo de la "Renascença Portuguesa", en torno a la revista A Águia, y alrededor del cual se integraba el movimiento conocido como Saudosismo, nostálgico y subjetivo, y cuyo máximo representante era el poeta Teixeira de Pascoaes. Sin embargo, el gran poeta de comienzos del siglo es Fernando Pessoa, quien no alcanzó un gran éxito en vida, pero que tras su muerte ha pasado a ser considerado como el mejor poeta portugués de todos los tiempos, en competencia únicamente con Camoens. Su obra poética se basa en la invención de distintas voces poéticas o heterónimos (Álvaro de Campos, Alberto Caeiro, Ricardo Reis o Bernardo Soares, entre otros), cada uno de ellos con una personalidad y un estilo poético propios. Otro poeta de esta época, que compartió páginas con Pessoa en la revista modernista Orpheu fue Mário de Sá-Carneiro, poeta "maldito" que se suicidó en París en 1916. También José Régio sobresalió como poeta y dramaturgo.
A mediados del siglo, surgen dos tendencias opuestas en la literatura portuguesa: uno de ellos en torno a la revista Presença, más cercana al vanguardismo, y el otro, próximo al neorrealismo, en torno a la colección Nuevo Cancionero, con figuras como Álvaro Feijó, Joâo José Cochofel, Carlos de Oliveira o Manuel de Fonseca. También en esta época existía el grupo surrealista de Lisboa, cuyas figuras principales eran António Pedro, Mário Cesariny de Vasconcellos y Alejandro O'Neill.
En el caso del teatro, y también a mediados del siglo XX cabe destacar las figuras de Júlio Dantas, Raúl Brandão y José Régio. El contexto político de la dictadura fomentó posteriormente una nueva literatura "de intervención", que se popularizó gracias a nombres como Bernardo Santareno, Luiz Francisco Rebello, José Cardoso Pires o Luís de Sttau Monteiro. 
A principios de los años 1970, en plena dictadura, se publicaron una serie de obras en prosa y en verso de Maria Isabel Barreno, Maria Teresa Horta y Maria Velho da Costa que publicaron con una gran polémica, debido a su contenido erótico y feminista; su publicación fue prohibida, y solo pudieron reimprimirse tras la caída de la dictadura. Otra poetisa destacable de esta misma época fue Sophia de Mello Breyner, autora de una amplia obra poética.
En los últimos años del siglo XX, y a comienzos del XXI, la literatura portuguesa en prosa ha demostrado una gran vitalidad, gracias a escritores como António Lobo Antunes y sobre todo el Premio Nobel de Literatura José Saramago, autor de novelas como Ensayo sobre la ceguera, El Evangelio según Jesucristo o La caverna.